# شان اس کانینگهام
شان اس کانینگهام (انگلیسی: Sean S. Cunningham؛ زادهٔ ۱ دسامبر ۱۹۴۱) تهیه‌کننده و کارگردان اهل ایالات متحده آمریکا است.

## فیلم‌شناسی

### تهیه‌کننده
- جمعه سیزدهم (۱۹۸۰)
- خانه (۱۹۸۶)
- فردی علیه جیسون (۲۰۰۳)
- جمعه سیزدهم (۲۰۰۹)

### کارگردان
- جمعه سیزدهم (۱۹۸۰)

### نویسنده
- جمعه سیزدهم (۱۹۸۰)